# Кератин
Кератините са група фибриларни (влакнести) структурни белтъци. Здрави и неразтворими, те образуват твърдите, но неминерализирани структури при влечугите, птиците и бозайниците. Балените на китовете са изградени също от кератини. Кератини се съдържат и в стомашно-чревните пътища на много животни, включително и на кръглите червеи. По биологическа якост те си съперничат с хитина — подобен на целулоза полимер на глюкозамина, основна съставна част на екзоскелетите при членестоногите. Съществуват различни типове кератини, дори и в организма на едно и също животно.
Кератинът изгражда космите на косата, ноктите, вълната и други. Тези белтъци имат вторична α-структура спирална. При намокряне на косата спиралният кератин може да придобие структура на нагънат лист, която е по-опъната. Това обяснява удължаването на космите на косата при намокряне.
Някои представители на микоценозата, причиняващи гъбични заболявания (инфекции) на кожата, се хранят с кератин. Копринените фиброини, отделяни от насекоми и паяци често се класифицират като кератини, въпреки че не е ясно дали са филогенетично свързани с кератините при гръбначните животни. Ясно е обаче, че коприната притежава вторична β-структура.
Кератинът е колективно име за група от протеини, които образуват междинни нишки в епителните клетки и е „най-силният“ протеин в човешкото тяло. В изграждането на кератина, има три специфични киселини: цистин, метионин и цистеин. Те се насочват чрез кръвта до корена на косъма и изискват прием на цинк и витамин В6, за да бъдат синтезирани. Кератин е влакнест протеин – основната характеристика на този вид протеин е, че неговата структура се състои от дълги нишки.